# Cyrtococcum multinode
Cyrtococcum multinode là một loài thực vật có hoa trong họ Hòa thảo. Loài này được (Lam.) Clayton mô tả khoa học đầu tiên năm 1978.